# Khadim Sow
Khadim Sow (Dakar, 13 de septiembre de 1999) es un jugador de baloncesto senegalés que pertenece a la plantilla del BBC Nyon de la Liga Nacional de Baloncesto de Suiza. Con 2,10 metros de estatura, juega en la posición de pívot.

## Trayectoria deportiva
En 2014, con apenas 15 años Khadim Sow fue fichado por el Real Madrid Baloncesto procedente del Club Baloncesto Torbellino canario. Más tarde, Khadim se convirtió en una pieza clave durante 3 temporadas en el equipo dirigido por Javier Juárez Crespo. Con el conjunto madridista ganaría el Campeonato de España junior.
En verano de 2017 abandona la disciplina blanca para enrolarse en el equipo francés del ASVEL.
Tras su paso por Francia, el 13 de agosto de 2019 se hace oficial su fichaje por el Club Baloncesto Estudiantes, por una temporada.
En agosto de 2020, se hace oficial su compromiso con Prienai BC de la LKL.
El 3 de diciembre de 2020, firma por el conjunto burgalés del UBU Tizona para jugar en Liga LEB Oro durante la temporada 2020-21.
El 1 de agosto de 2021, firma por el BBC Nyon de la Liga Nacional de Baloncesto de Suiza.